# Telefonski klic Putinu
Telefonski klic Putinu (rusko звонок Путину, latinizirano: zvonok Putinu) je slengovski izraz za metodo mučenja, ki se uporablja v ruski policiji in ruski vojski. Mučenje se izvaja z električnimi šoki v ušesa, nos in/ali genitalije žrtve. Največkrat se za mučenje uporablja vojaški telefon TA-57, od kjer tudi izhaja poimenovanje. Po podatkih Amnesty International je tak način mučenja pogost v ruskih zaporih in kazenskih kolonijah.
Ta metoda mučenja je postala znana s primerom Alekseja Mihejeva. Mihejev je leta 2006 bil lažno obtožen umora, čeprav je domnevna žrtev bila živa. Policija ga je mučila z metodo »telefonskega klica Putinu«. Da bi pobegnil je skočil skozi okno tretjega nadstropja. Ob padcu si je poškodoval hrbtenico in postal paraplegik. Njegov primer je bil vložen v tožbi proti Rusiji na Evropskemu sodišču za človekove pravice v Strasbourgu v Franciji in postal znan kot »prva resna zmaga v primeru mučenja« proti ruski vladi.
Po ruski invaziji na Ukrajino leta 2022 se je pojavilo veliko poročil o mučenju z uporabo vojaških telefonov s strani ruskih sil. Oksana Minenko iz Hersona je poročala, da so jo ruski vojaki mučili z električnimi šoki in mučenje poimenovali »telefonski klic Zelenskemu«. »Klic Putinu« Rusi pogosto uporabljajo za mučenje in zasmehovanje vojnih ujetnikov.
Po napadu na dvorano Krokus leta 2024 se je na Telegram kanalu povezanem z najemniško skupino Wagner pojavila fotografija enega izmed osumljencev, na kateri so na njegove genitalije pritrjene sponke telefona TA-57, ki se uporablja pri tej metodi mučenja.